# Áno, šéfe!
Áno, šéfe! je televizní program, který se zabývá gastronomií. Relaci vysílala televize JOJ, premiéra programu začala v březnu 2011. První série ukončila premiéru vysílání v květnu 2011 Pro TV JOJ ji vytvořila Leon production . Pořadem provázel a moderoval ji známý šéfkuchař Jaroslav Žídek. Námětem je britský program Ramsay 's kitchen nightmares oceněn cenou BAFTA a Grammy.

## První série
- 1. epizoda: Pizzeria Royal, Senica, premiéra: 7. březen 2011
- 2. epizoda: Gazdovská restaurace, Banská Bystrica [3], 14. březen 2011
- 3. epizoda: Bagel 's Restaurant, Bratislava, 21. březen 2011
- 4. epizoda: Promenáda cafe & restaurant, Prievidza, 28. březen 2011
- 5. epizoda: Chilli restaurant, Galanta, 4. duben 2011
- 6. epizoda: Hotel Relax, Turčianske Teplice, 11. duben 2011
- 7. epizoda: Rojo Marion, Martin, 18. duben 2011
- 8. epizoda: Starý Hostinec, Svätý Anton, 2. květen 2011
- 9. epizoda: Pivovar Sessler, Trnava, 9. květen 2011
- 10. epizoda: Ateliér, Košice, 16. květen 2011
- 11. epizoda: Portofino, Dubnica nad Váhom, 23. květen 2011 [4]
- 12. epizoda: Mars grillbar, Bratislava, 30. květen 2011

## Druhá série
- 1. epizoda: Vojenská zotavovňa, Smrekovica, Ružomberok, premiéra: 8. září 2011
- 2. epizoda: Lyžička, Popradská viecha, Poprad, 15. září 2011
- 3. epizoda: Restaurace Bonnes, Vranov nad Topľou, 22. září 2011
- 4. epizoda: U Mlynárky, Dudince, 29. září 2011
- 5. epizoda: Restaurace Silvanus, Kremnica, 6. říjen 2011
- 6. epizoda: Filmcaffe & Restaurant, Trenčín, 13. říjen 2011
- 7. epizoda: Školní jídelna Grösslingova, Bratislava, 20. říjen 2011